# Lourdes Van-Dúnem
Maria de Lourdes Pereira dos Santos Van-Dúnem, más conocida como Lourdes Van-Dúnem (29 de abril de 1935 - 4 de enero de 2006) fue una cantante angoleña, que saltó a la fama en la década de 1960 con el grupo N'gola Ritmos, con quien grabó su primer disco, Monami. Realizó varias giras en Portugal, Argelia y Brasil, además de shows en Angola. La mayor parte de su carrera transcurrió en el grupo Joven do Prenda.

## Biografía
Nació en Luanda, Angola. Cursó la escuela primaria en la Liga Nacional Africana y la escuela secundaria en el Colégio de Dona Castro e Silva.
Comenzó a cantar durante sus días de escuela.
Trabajó como locutora en la emisora de radio Voz de Angola, donde aprendió a hablar kimbundu, a pesar de haber estado cantando en ese idioma durante algunos años. Cantó en clubes durante los inicios de su carrera y fue una de las pocas cantantes reconocidas en el país en la década de 1960, cuando la música en Angola estaba dominada por hombres.

## Trayectoria musical
Su carrera musical comenzó en 1960, cuando formó parte de la banda N'gola Ritmos junto con Liceu Vieira Dias, José de Fontes Pereira, Amadeu Amorim y Belita Palma, quienes se convirtieron en leyendas de la música angoleña y activistas del movimiento anticolonialista. y más tarde partido político, Movimiento Popular de Liberación de Angola. Su primer álbum, Monami, fue muy aclamado. Durante este período, Van-Dúnem realizó una gira por Angola y Portugal. En los años 70, pasó a formar parte de la banda Jovens do Prenda. Durante ese período, realizó presentaciones en varios países, como Sudáfrica, Portugal, Brasil, Argelia, Francia, España y Zimbabue. En la década de 1980, fue Secretaria de Estado de Cultura y viajó mucho por el norte y el sur de Portugal. En 1996, grabó el álbum SOWHY en París y el álbum Ser Mulher en Portugal. En 1997, publicó la segunda versión de Ser Mulher, con la editorial Nováfrica.

## Premios y reconocimientos
El 29 de marzo de 1991 recibió el diploma de voz femenina más antiguo de Angola, en el Hotel Turismo. Recibió un grado honorífico de "Homenaje a los Pilares de la Música de Angola" el 31 de junio de 1993. En el 420 aniversario de la fundación de la ciudad de Luanda, el 24 de enero de 1996, recibió el "Diploma del Gobierno de la Ciudad de Luanda".
En 1996 participó en el proyecto "So Why" del Comité Internacional de la Cruz Roja (CICR) junto con otras celebridades africanas. Como parte de este proyecto, grabó un disco con otros cinco cantantes destacados y grabó el documental, junto con un libro titulado Woza África, cuya recaudación se destinó a las víctimas de la guerra en África. El prólogo fue escrito por Nelson Mandela y la campaña tenía como objetivo apoyar a las víctimas de la guerra civil en 1997.
El 3 de septiembre de 1997, fue premiada como "la música más poderosa de Angola". durante el festival "Sun City" en Sudáfrica. El 31 de diciembre de 1997 recibió el diploma de la Rádio Nacional de Angola, el programa de fin de año "A Melhor Voz Feminina na Música Angolana".
Van-Dúnem murió de fiebre tifoidea el 4 de enero de 2006 y dejó una hija. El Presidente de Angola, José Eduardo dos Santos, estuvo presente en sus funerales.